# I Had the Blues But I Shook Them Loose
I Had the Blues But I Shook Them Loose è il primo album in studio del gruppo musicale britannico Bombay Bicycle Club, pubblicato nel 2009.

## Tracce
Testi e musiche di Jack Steadman.
1. Emergency Contraception Blues – 1:27
2. Lamplight – 3:45
3. Evening/Morning – 2:55
4. Dust on the Ground – 4:24
5. Ghost – 3:57
6. Always Like This – 4:06
7. Magnet – 4:51
8. Cancel on Me – 5:29
9. Autumn – 3:35
10. The Hill – 3:57
11. What If – 4:10
12. The Giantess – 5:17